# Sihanoukville (Provinz)
Die Provinz Sihanoukville, Khmer ខេត្តព្រះសីហនុ, offiziell Khaet Preah Sihanouk („Provinz König Sihanouk“), ist eine Provinz Kambodschas mit der Provinzhauptstadt Sihanoukville (Krong Preah Sihanouk). Sie liegt an der Küste im Süden des Landes und grenzt an die Provinzen Kampong Speu, Kampot und Koh Kong. Der ehemalige Name hieß Kampong Som.
Sihanoukville hat 310.072 Einwohner (Stand: Zensus 2019). 2017 betrug die Einwohnerzahl 285.900.
Die Provinz Sihanoukville ist in vier Bezirke, 26 Gemeinden und 109 Dörfer unterteilt:
| Bezirke | Bezirke  | Bezirke       | zugeordnete Gemeinden |
| Geocode | Khmer    | Bezirksnamen  | zugeordnete Gemeinden |
| ------- | -------- | ------------- | --- |
| 1801    | ក្រុងព្រះសីហន | Sihanoukville | - Sangkat Muoy - Sangkat Pir - Sangkat Bei - Sangkat Buon - Kaoh Rung |
| 1802    | ស្រុកព្រៃនប់  | Prey Nob      | - Andoung Thma - Boeng Ta Prum - Bet Trang - Choeung Kou - Ou Chrov - Ou Oknha Heng - Prey Nob - Ream - Sameakki - Samreong - Tuek L’ak - Tuek Thla - Tuol Totueng - Veal Renh |
| 1803    | ស្រុកស្ទឹងហាវ | Stueng Hav    | - Kampenh - Ou Treh - Tumnob Rolok |
| 1804    | ស្រុកកំពង់សិលា | Kampong Seila | - Chamkar Luong - Kampong Seila - Ou Bak Roteh - Stueng Chhay |